# 율리스 나르딘

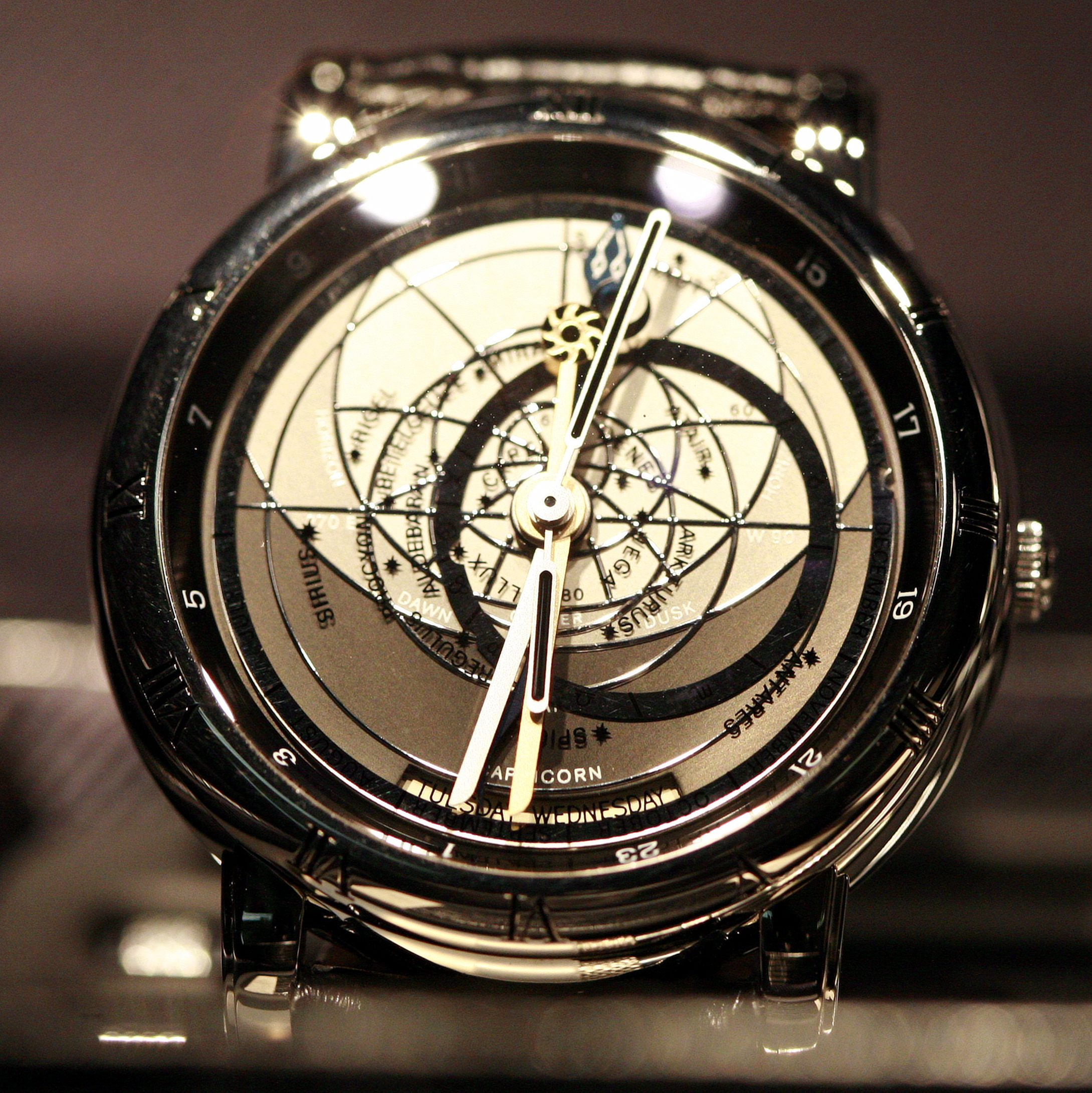

율리스 나르딘(Ulysse Nardin)은 스위스의 시계 브랜드이다.